# Moustoir-Ac
Moustoir-Ac é uma comuna francesa na região administrativa da Bretanha, no departamento Morbihan. Estende-se por uma área de 33,88 km². Em 2010 a comuna tinha 1 806 habitantes (densidade: 53,3 hab./km²).